# Geniospasmo
El geniospasmo es un trastorno del movimiento del músculo mentalis.
Aun siendo benigno, puede suponer una exclusión social. Se trata de un desorden genético asociado al cromosoma 9q13-q21 dónde hay movimientos verticales de la barbilla y del labio inferior. Éste consiste en un temblor rápido de aproximadamente 8Hz superpuesto a otro de 3 segundos o mayor amplitud y ocurrencia simétrica al músculo en forma de V. La lengua y el resto de la boca también se pueden ver afectados pero en un grado mucho menor.
Los movimientos siempre están presentes, pero episodios extremos se pueden ver precipitados por el estrés, concentración o emociones. Se inicia en la niñez y en algunas personas con problemas de socialización se puede amplificar.
Se trata de un caso extremadamente raro y en un estudio de 1999 tan sólo se hallaron 25 familias afectadas en todo el mundo, aunque por vergüenza algunos casos se podrían haber subestimado. Es un caso de dominancia hereditaria autosómica agresiva. En por lo menos dos estudios el desorden se encontró repetido dentro de la familia.
El desorden responde muy bien a inyecciones de toxina botulínica regulares en el músculo mentalis que lo paraliza sin causar ningún impedimento en las expresiones faciales o de vocalización.